# Bank Spółdzielczy Rzemiosła w Krakowie

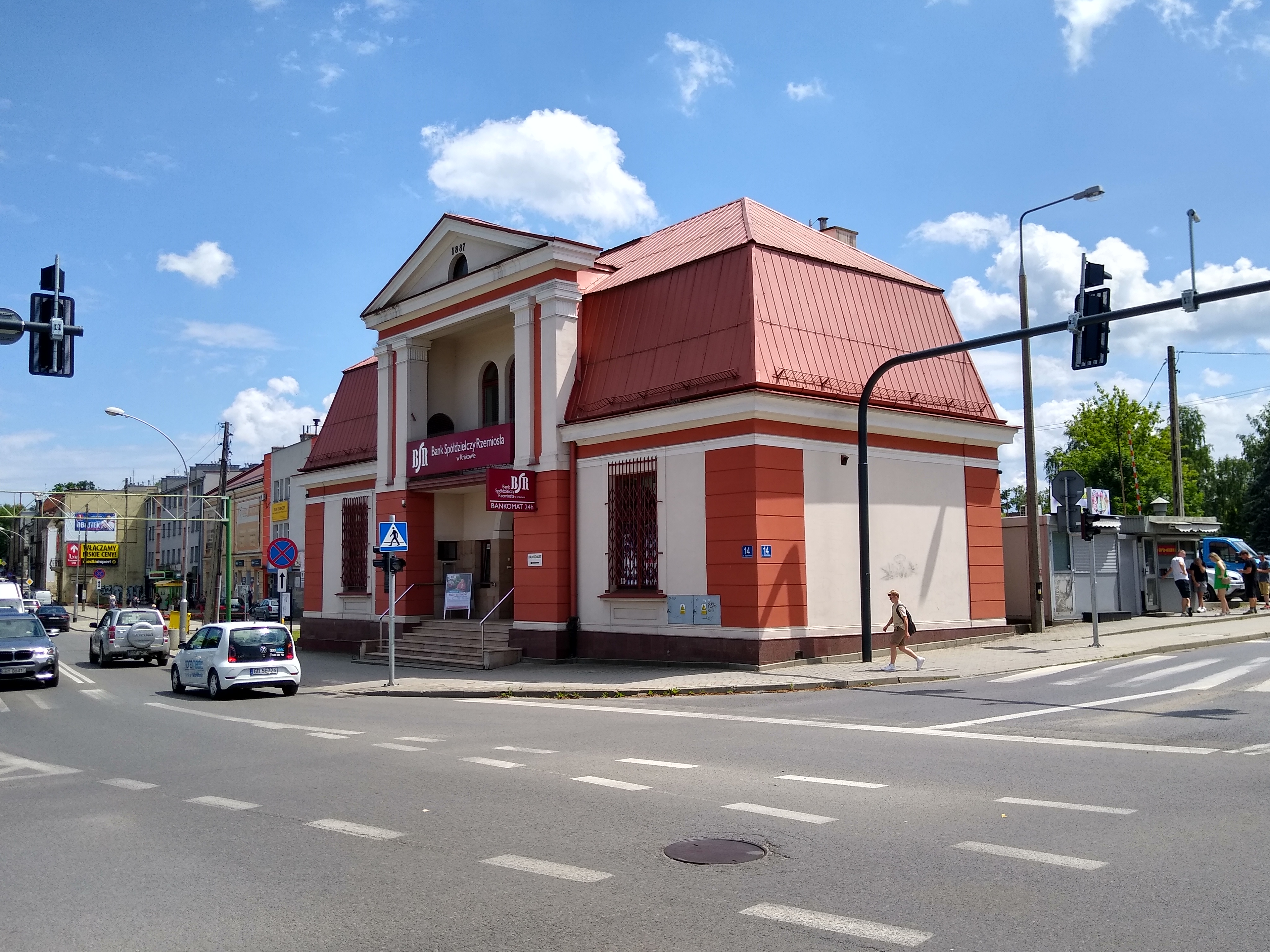
Placówka banku w Dębicy (2024)

Bank Spółdzielczy Rzemiosła w Krakowie – bank spółdzielczy z siedzibą w Krakowie. Jeden z niewielu samodzielnych banków spółdzielczych w Polsce, czyli działającego poza zrzeszeniem banków spółdzielczych.

## Historia
Bank Spółdzielczy Rzemiosła w Krakowie powstał w 1979 z inicjatywy środowiska krakowskich kupców i rzemieślników. W 1994 Bank zrzeszył się w Gospodarczym Banku Południowo-Zachodnim SA we Wrocławiu a po połączeniu banków regionalnych, krakowski BSR został członkiem zrzeszenia Banku Polskiej Spółdzielczości SA w Warszawie.
W 1997 do banku przyłączyły się banki spółdzielcze z: Wojnicza, Lubczy, Czchowa, Trzciany i Ryglic. W 1999 dokonano fuzji 16 kolejnych banków spółdzielczych z: Bolesławia, Brzostku, Gromnika, Iwkowej, Jerzmanowic, Kocmyrzowa, Michałowic, Nowego Wiśnicza, Pleśnej, Radłowa, Rzepiennika Strzyżewskiego, Sułkowic, Tymbarku, Wadowic Górnych, Wietrzychowic i Zakliczyna. Była to największej fuzja w sektorze bankowości spółdzielczej. W 2007 przyłączył się Bank Spółdzielczy w Żabnie.
W 2017 roku bank rozwiązał umowę zrzeszenia z Bankiem Polskiej Spółdzielczości SA w Warszawie, natomiast w 2019 uzyskał status banku samodzielnego.

## Władze
W skład zarządu banku wchodzą:
- prezes zarządu
- wiceprezes zarządu
- członek zarządu, Główny Księgowy
- członek zarządu, Dyrektor Biura Zarządzania Siecią

Czynności nadzoru banku sprawuje 13-osobowa rada nadzorcza.

## Placówki
- Centrala w Krakowie, ul. Dunajewskiego 7
- oddziały:
  - Bolesław
  - Brzostek
  - Czarna
  - Czchów
  - Gromnik
  - Iwkowa
  - Jerzmanowice
  - Jodłownik
  - Kocmyrzów
  - Michałowice
  - Nowy Wiśnicz
  - Pleśna
  - Radłów
  - Ryglice
  - Rzepiennik Strzyżewski
  - Sułkowice
  - Tarnów
  - Trzciana
  - Tymbark
  - Wadowice Górne
  - Wietrzychowice
  - Wojnicz
  - Zakliczyn
  - Żabno
- filie:
  - Bochnia
  - Czchów
  - Kraków (3 filie)
  - Lubcza
  - Zabierzów
- punkty obsługi klienta:
  - Bochnia
  - Dobra
  - Janowice
  - Lipnica Murowana
  - Łęg Tarnowski
  - Michałowice
  - Olszyny
  - Porąbka Uszewska
  - Przebendów
  - Przeginia
  - Racławice
  - Siedliska-Bogusz
  - Skrzyszów
  - Słopnice
  - Szczyrzyc
  - Tuchów
  - Tymbark
  - Tymowa
  - Wojnicz
  - Zalasowa
  - Żegocina